# Prokop Drtina

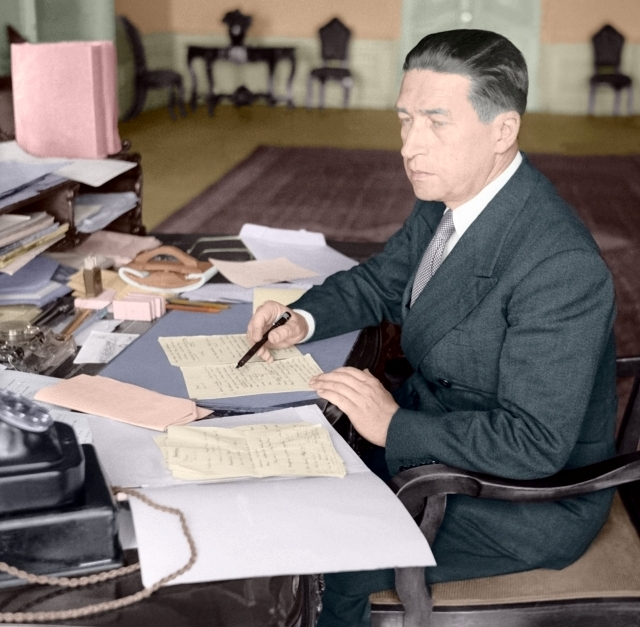
Prokop Drtina (1945)

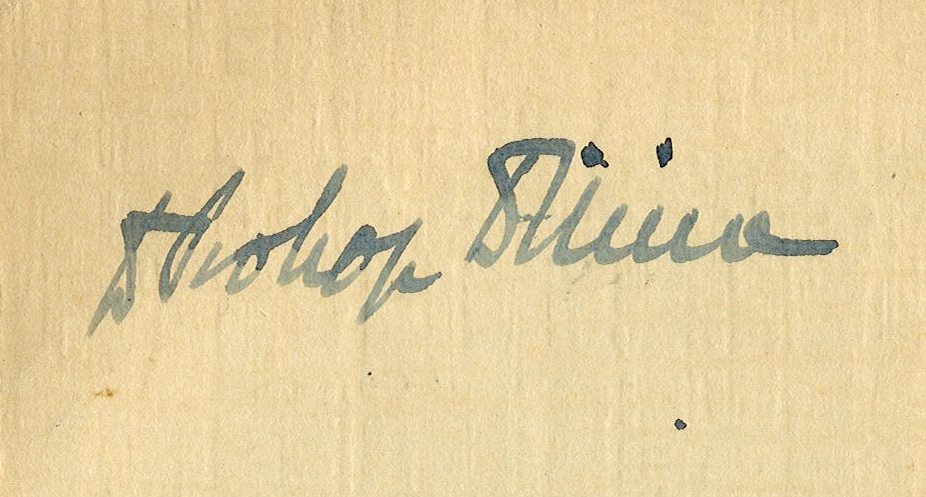
Unterschrift

Prokop Drtina (* 13. April 1900 in Prag; † 16. Oktober 1980 ebenda) war ein tschechoslowakischer Jurist und Politiker, Teilnehmer des tschechoslowakischen Widerstandes gegen die Besetzung des Landes und nach dem Zweiten Weltkrieg von 1946 bis 1948 Minister.

## Leben
Prokop Drtina stammt aus der Familie des Universitätsprofessors František Drtina, eines nahen Mitarbeiters von T. G. Masaryk. In der Jugendzeit war er ein begeisterter Mitglied der Pfadfinder. Er studierte Jura an der Karlsuniversität in Prag und engagierte sich in der Studentenbewegung, 1925–1928 hielt er dann den Vorsitz der Studierenden innerhalb der damaligen Národní strana práce (Nationale Arbeiterpartei). 1926–1938 war er Vorsitzender des kulturellen Diskutierklubs Klub Přítomnost. Nach seinen Studien arbeitete er bis 1929 in einer Beamtenstelle in der Finanzprokuratur.

## Politische Laufbahn

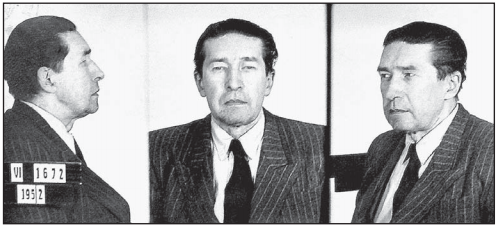
Fotos aus der Ermittlungsakte (1952).

1928 wurde Drtina Vorsitzender der ČSNS (Tschechoslowakische National-Soziale Partei), deren Mitglieder auch Masaryk und Beneš waren. 1929 ist ihm dann eine Stelle im Präsidialamt übertragen worden, ab 1936 dann wurde er persönlicher Sekretär des Präsidenten Beneš, was er bis zu Beneš’ Rücktritt 1938 blieb.
Danach nahm er teil an den Aufbauarbeiten des tschechoslowakischen Widerstandes im Protektorat Böhmen und Mähren. Er beteiligte sich an der Bildung der Gruppe Parsifal und vor allem Politické ústředí. Am 26. Dezember 1939 emigrierte er und war von 1940 bis 1945 politischer Referent von Beneš, außerdem unter dem Pseudonym Pavel Svatý Kommentator der BBC-Auslandssendungen in tschechischer Sprache.
Nach dem Kriegsende war Drtina als Mitglied der Tschechoslowakischen National-Sozialen Partei ČSNS, deren Vorstandsmitglied er war, Abgeordneter der Nationalversammlung und 1946 bis 1948 Justizminister in der Regierung Zdeněk Fierlinger II. 1947 engagierte er sich für die Aufklärung eines versuchten Anschlags auf drei Minister (er selbst gehörte zu den Zielpersonen), in den die kommunistische Partei involviert gewesen sein soll. Beim Februarumsturz 1948 gehörte er zu jenen demokratischen Ministern, die ihren Rücktritt anboten. Nach der Machtübernahme der Kommunisten unternahm er am 28. Februar 1948 einen Suizidversuch durch Sturz. Im März 1948 wurde er verhaftet und 1953 in einem Schauprozess wegen Hochverrat zu 15 Jahren Kerker verurteilt. 1960 wurde Drtina amnestiert und 1969 rehabilitiert, 1971 in der Zeit der sogenannten Normalisierung wurde die Rehabilitation jedoch teilweise zurückgenommen. Drtina, der am Prager Frühling aktiv teilnahm, unterstützte 1977 die Charta 77. Er starb 1980 in Prag.